# Terény, Nógrád
Terény (în slovacă Terany) este un sat în districtul Balassagyarmat, județul Nógrád, Ungaria, având o populație de 383 de locuitori (2011).

## Demografie
Componența etnică a satului Terény
     Maghiari (83,59%)
     Slovaci (12,86%)
     Germani (1,77%)
     Armeni (1,11%)
     Ucraineni (0,67%)
Componența confesională a satului Terény
     Romano-catolici (50,91%)
     Luterani (33,42%)
     Reformați (6,01%)
     Fără religie (4,44%)
     Necunoscută (5,22%)
Conform recensământului din 2011, satul Terény avea 383 de locuitori. Din punct de vedere etnic, majoritatea locuitorilor (83,59%) erau maghiari, existând și minorități de slovaci (12,86%), germani (1,77%) și armeni (1,11%).  Din punct de vedere confesional, majoritatea locuitorilor (50,91%) erau romano-catolici, existând și minorități de luterani (33,42%), reformați (6,01%) și persoane fără religie (4,44%). Pentru 5,22% din locuitori nu este cunoscută apartenența confesională.